# Ischnothyreus khamis
Ischnothyreus khamis är en spindelart som beskrevs av Michael Ilmari Saaristo och van Harten 2006. Ischnothyreus khamis ingår i släktet Ischnothyreus och familjen dansspindlar. Inga underarter finns listade i Catalogue of Life.